# NGC 3662
NGC 3662 est une galaxie spirale intermédiaire située dans la constellation du Lion. NGC 3662 a été découverte par l'astronome germano-britannique William Herschel en 1784.

## Caractéristiques
La classe de luminosité de NGC 3662 est II-III et elle présente une large raie HI.

### Distance
Sa vitesse par rapport au fond diffus cosmologique est de 6 003 ± 26 km/s, ce qui correspond à une distance de Hubble de 88,5 ± 6,2 Mpc (∼289 millions d'al).
À ce jour, six mesures non basées sur le décalage vers le rouge (redshift) donnent une distance de 90,533 ± 12,309 Mpc (∼295 millions d'al), ce qui est à l'intérieur des valeurs de la distance de Hubble.

## Supernova
La supernova SN 2015bd a été découverte dans NGC 3662 le 7 décembre par l'entrepreneur et astronome japonais Koichi Itagaki. Cet astronome a à son actif la découverte de plus d'une centaine de supernovas extragalactiques. Cette supernova était de type Ia.